# Thiriart

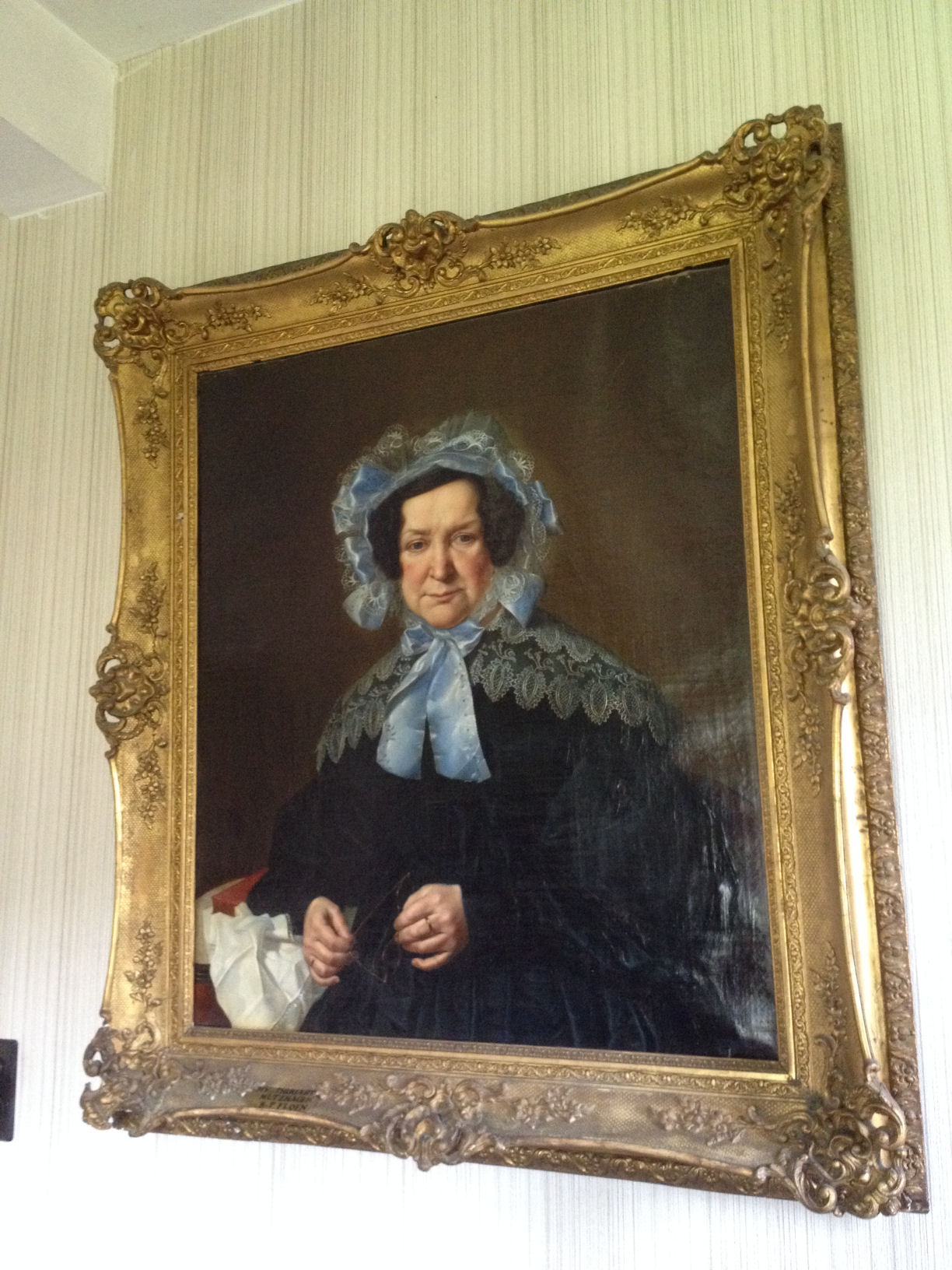
Marie-Victoire de Thiriart, dochter van Arnold de Thiriart

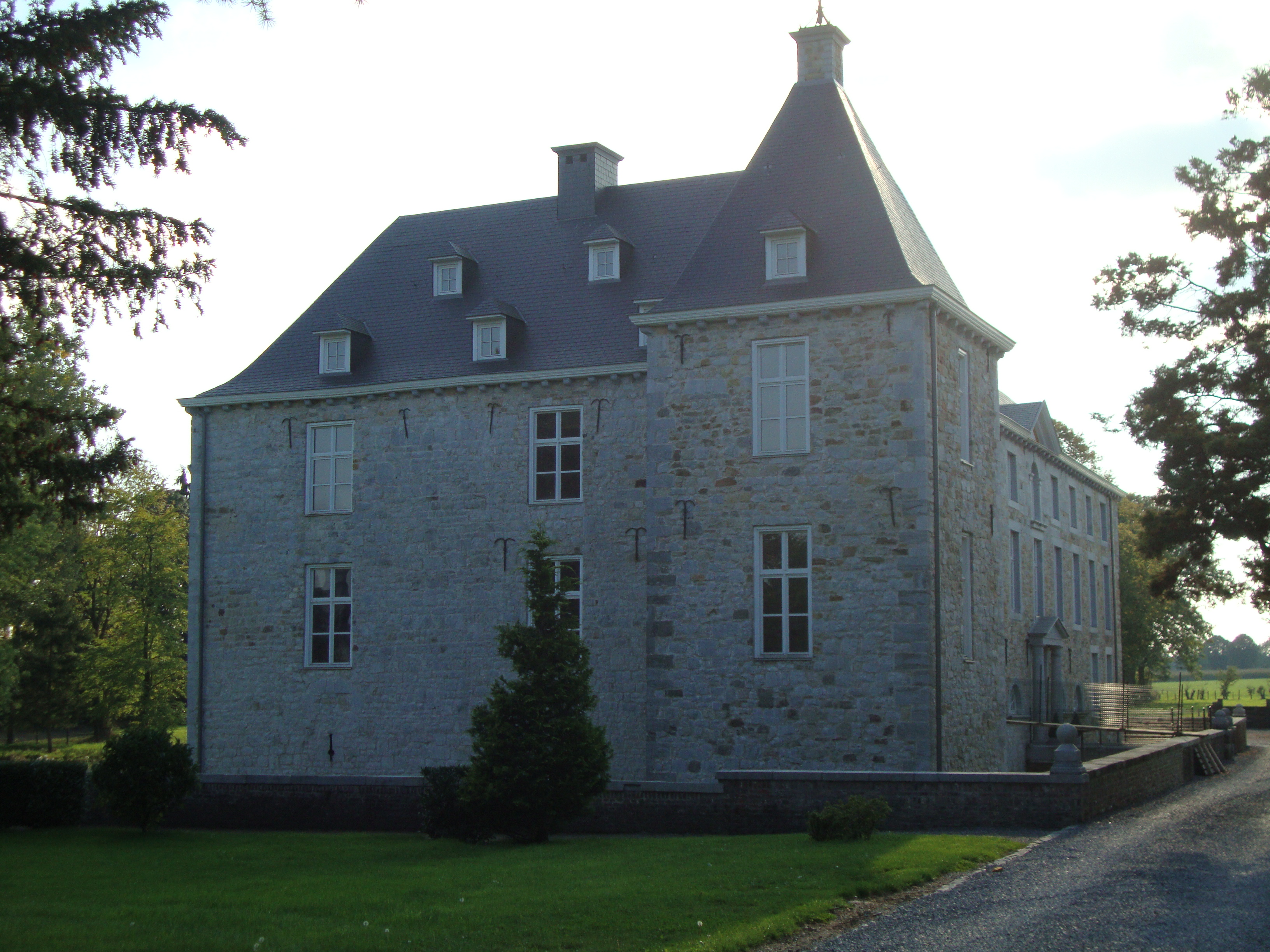
Kasteel Ruyf in Welkenraedt; eigendom van Florent de Thiriart

De Thiriart was een Zuid-Nederlandse adellijke familie afkomstig uit de streek van Verviers

## Geschiedenis
- Arnold Thiriart, koopman en bankier was getrouwd met Elisabeth Lacaille. 
  - Hun zoon, Arnold Antoine de Thiriart de Mützhagen (Ensival, 13 juni 1742 - Luik, 23 september 1820) was de laatste heer van Mützhagen onder het ancien régime. In 1816 werd hij, onder het Verenigd Koninkrijk der Nederlanden, opgenomen in de erfelijke adel. Hij trouwde in 1779 met (Marie Joseph) Hubertine de Lezaack (1758-Luik, 19 maart 1824). Zij kocht op 2 juli 1822 het goed Schymper dat bestond uit kasteel en heerlijkheid met molen, boerderijen, bos en gronden, en het recht van een kerkbank.
    - Marie-Victoire de Thiriart (1783-1851) trouwde met baron Jean-François de Floen Adlercrona (1773-1824).
    - Florent de Thiriard (1785-1860) kreeg in 1816 benoeming in de Ridderschap van de provincie Luik en in 1823 werd hij bevorderd tot baron, overdraagbaar bij eerstgeboorte. Hij bleef vrijgezel. Hij kocht in 1853 het Kasteel Ruyf in Welkenraedt met een domein van 90 hectare. Hij legateerde het aan zijn kleinneef baron Gaston de la Rousselière-Clouard. Deze verkocht het kasteel met 3 hectare grond aan de Duitse paters lazaristen.
    - Arnold de Thiriart (1790-1847) werd zoals zijn broer in 1823 bevorderd tot baron, overdraagbaar bij eerstgeboorte. Hij trouwde in 1828 met (Marie Francoise) Eléonore de Reul de Bonneville (Limbourg, 16 april 1802 - Bonville, 2 augustus 1882). Ze kregen één kind, een dochter. In 1825 werd hem uit de nalatenschap van zijn moeder het goed Schymper toegekend.
      - Sidonie Florence Pauline, gehuwd met Guillaume Philippe Théodore Conrad chevalier d'Harlez (Luik 1829-1900). Door haar huwelijk kwam Schymper in de familie d'Harlez.

De familie doofde in mannelijke lijn uit in 1907.